# 锡克 (下萨克森州)
锡克（德語：Syke，德語發音：[ˈziːkə]）是德国下萨克森州的市镇，隶属于迪普霍尔茨县，总面积127.93平方千米，截至2023年12月31日总人口为24,956人。位于不来梅以南约20公里处，哈亨河流經該地。該地属于温带海洋性气候，常年的平均气温为8.5至9℃，降水量约为700毫米。